# Sheriffen i Kuliga Dalen
Sheriffen i Kuliga Dalen är en Kalle Anka-serie skriven av Carl Barks och publicerad i oktober 1948. Serien handlar om att Kalle blir anställd som sheriff för att lösa ett mysterium kring ett par boskapstjuvar.